# Lijst van graven in Amarna

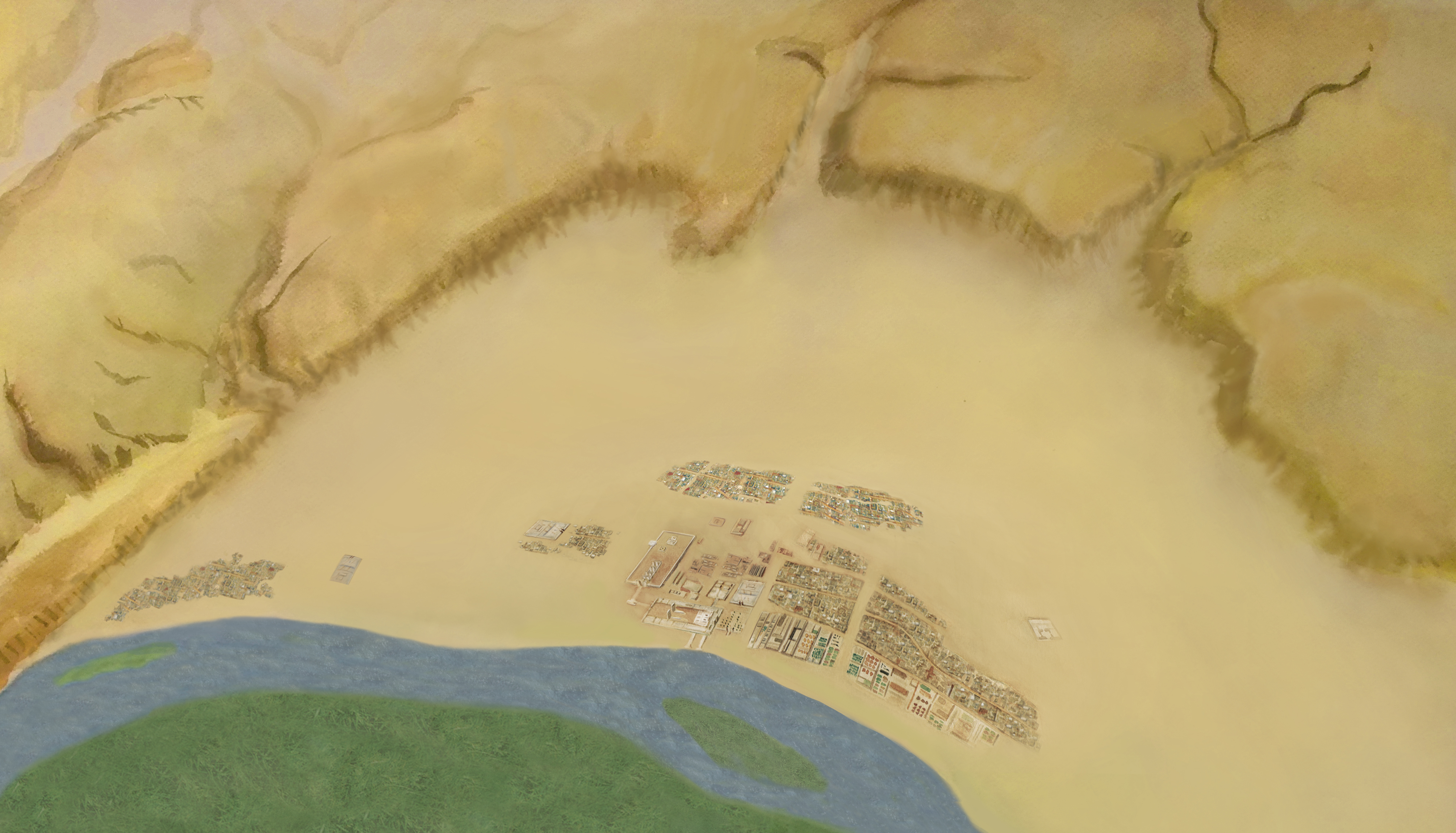
Overzicht op Amarna

Dit is een lijst van graven in Amarna. In Achetaton, het moderne Tell el-Amarna, bevinden zich een aantal tombes gebouwd voor de koninklijke familie, voor edelen en voor de gewone mensen. Deze tombes zijn allen gebouwd in het Nieuwe Rijk tijdens de regering van Achnaton, die zijn hoofdstad verplaatste van Karnak naar Achetaton. 

## De necropolis
In de necropolis bevinden zich een aantal tombes van edelen, gewone mensen en van de koninklijke familie. Deze zijn in drie plekken verdeeld:
- De noordelijke graven
- De zuidelijke graven
- De graven van de koninklijke familie

### De noordelijke graven
Deze graven zijn verdeeld in twee groepen: ten oosten en ten noorden van de stad. Ze zijn gevestigd op rotswanden die uitkijken op de stad Achetaton. Ze zijn gescheiden door een Wadi en gevestigd bij een van de  vijf grensstenen van de stad.
| Graf     | Eigenaar  | Titels eigenaar                                                                                    |
| -------- | --------- | -------------------------------------------------------------------------------------------------- |
| Amarna 1 | Hoeia     | Opzichter van koningin Teye                                                                        |
| Amarna 2 | Merire II | Opzichter van de huizen van de Grote vrouw Neferneferoeaten-Nefertiti                              |
| Amarna 3 | Ahmose    | Zegeldrager van de koning van Beneden-Egypte, opzichter in het huis van Achnaton.                  |
| Amarna 4 | Merire I  | Grootste der zieners van Aton te Achetaton.                                                        |
| Amarna 5 | Pentjoe   | Eerste dienaar van de Aton in het huis van de Aton te Achetaton, hoofd van de artsen en kamerheer. |
| Amarna 6 | Panehesi  | Eerste dienaar van de Aton in het huis van Aton te Achetaton.                                      |

### De zuidelijke graven
De zuidelijke graven zijn gevestigd bij een aantal steile klippen ten zuiden en ten oosten van de stad. In 2008 is er een arbeidersbegraafplaats herontdekt.
| Graf          | Eigenaar                 | Titels eigenaar / bijzonderheden |
| ------------- | ------------------------ | --- |
| Amarna 7      | Parennefer               | Schenker des konings |
| Amarna 7A,B,C | Onbekend                 | Kleine onafgemaakte graven vlak bij Amarna 7. Graven 7A en 7B zijn erg klein. Graf 7C had enkele complete zuilen maar geen inscripties. |
| Amarna 8      | Toetoe                   | Kamerheer van de heer van de twee landen. |
| Amarna 9      | Mahoe                    | Hoofd van de Medjay (politie) van Achetaton |
| Amarna 9A,B,C | Onbekend                 | Kleine onafgemaakte graven vlak bij Amarna 9. |
| Amarna 10     | Ipi                      | Schrijver des konings, Opzichter van de grote binnen paleis van de farao |
| Amarna 11     | Ramose                   | Schrijver des rekruten, Generaal van de heer van de twee laden |
| Amarna 12     | Nachtpaäton              | Erfelijke prins, graaf, zegelbewaarder, opzichter van de stad en de vizier etc. |
| Amarna 13     | Nefercheperoeherescheper | Burgemeester van Achetaton. |
| Amarna 14     | May                      | Generaal van de heer van de twee landen, etc. |
| Amarna 15     | Soeti                    | Standaarddrager van Achnaton |
| Amarna 16     | Onbekend                 | De eigenaar van het graf kan niet worden achterhaald. De eigenaar knielt in inscripties ter aanbidding voor de zon. Net zoals alle andere graven, kijkt de eigenaar noordoosten van zijn graf. |
| Amarna 17     | Onbekend                 | Davies beschrijft dit graf als onbelangrijk. Diverse potten werden bij opgravingen gevonden waaronder een kleine pot met een voet en enkele schotels. |
| Amarna 18     | Onbekend                 | Alleen de gevel van het graf is af. Een inscriptie is ontdekt maar helaas te beschadigd om te lezen wie de eigenaar is. |
| Amarna 19     | Sataoe                   | Schatbewaarder van de heer van de twee landen. |
| Amarna 20     | Onbekend                 | De latei toon de koninklijke familie die de god Aton aanbidt. Achnaton draagt de Chepresj-kroon. Nefertiti en haar dochters zijn nooit ingekerfd. Volgens de inscripties zou Nefertiti haar man volgen, gevolgd door: Meritaton, Meketaton en Anchensenpaaton. Achter de prinsessen, de koninklijke zuster Moetnedjemet |
| Amarna 21     | Onbekend                 | Onbekend |
| Amarna 22     | Onbekend                 | De latei toon de koninklijke familie die de god Aton aanbidt. Achnaton draagt de Chepresj-kroon. Nefertiti en haar dochters zijn nooit ingekerfd. Volgens de inscripties zou Nefertiti haar man volgen, gevolgd door: Meritaton, Meketaton en Anchensenpaaton. Achter de prinsessen, de koninklijke zuster Moetnedjemet |
| Amarna 23     | Any                      | Schrijver van de offertafel van de heer van de twee landen, rentmeester van het huis van Amenhotep II, etc. |
| Amarna 24     | Paätonemheb              | Generaal van de heer van de twee landen, rentmeester van de heer van de twee landen. |
| Amarna 25     | Eje                      | Drager van de waaier aan de rechterkant van de koning, Godsvader, Commandeur van alle paarden van de koning |
| Amarna 25a    | Ia                       | Onbekend |

### De koninklijke Wadi
De koninklijke Wadi, ook wel QWadi Abu Hassah el-Behari genoemd. Het is de begraafplaats van de koninklijke familie van Amarna die regeerde tijdens de 18e dynastie van Egypte. In de Wadi zijn vijf tombes te zien.
| Graf      | Eigenaar          | Bijzonderheden |
| --------- | ----------------- | --- |
| Amarna 26 | Achnaton          | Is de enige gedecoreerde tombe. Bevat ook kamers voor zijn dochters, zijn moeder (Teye) en waarschijnlijk Nefertiti. Zij is hier nooit begraven geweest.         |
| Amarna 27 | Onbekend          | Lijkt op Tombe 26 maar is nooit voltooid. Er is geen enkel materiaal gevonden. Vermoedelijk bedoeld voor de opvolger van Achnaton.                               |
| Amarna 28 | Kiya of Baketaton | De enige geheel afgemaakte graf in de Wadi. Het werd gebruikt voor een lagere koninklijke vrouwe van Achnaton.                                                   |
| Amarna 29 | Onbekend          | Het graf is gepleisterd maar nooit gedecoreerd. Het bestaat uit hetzelfde plattegrond als Tombe 26. Het zou bedoeld zijn voor de koninklijke vrouw van Achnaton. |

## Galerij

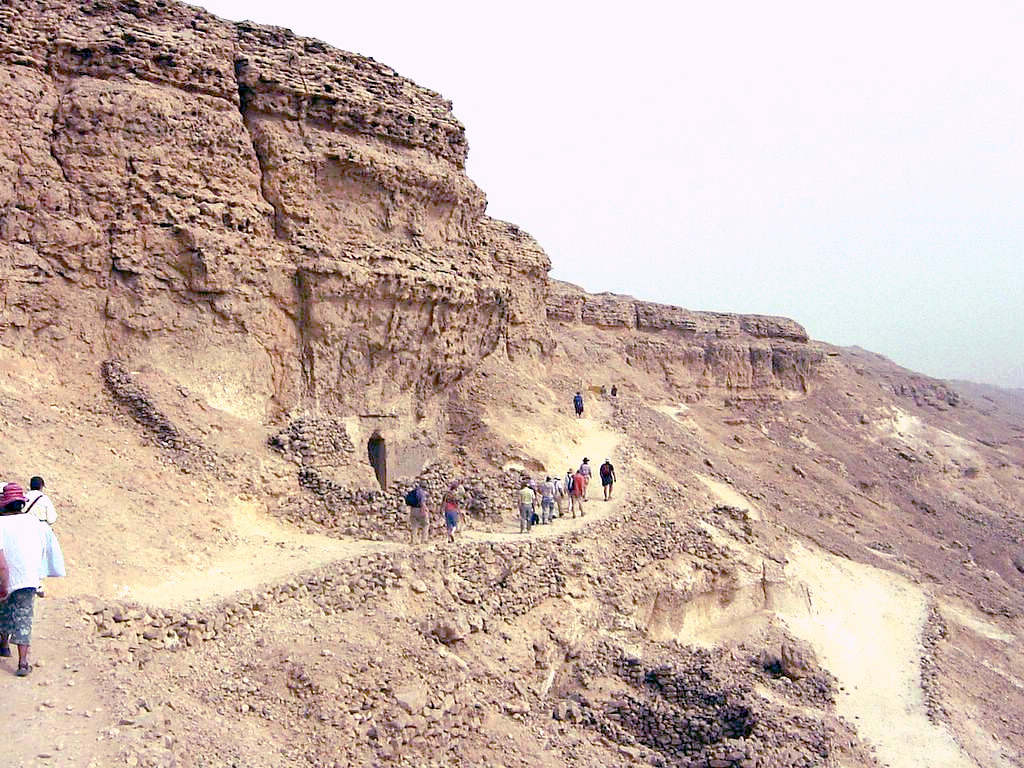
De noordelijke graven in Amarna
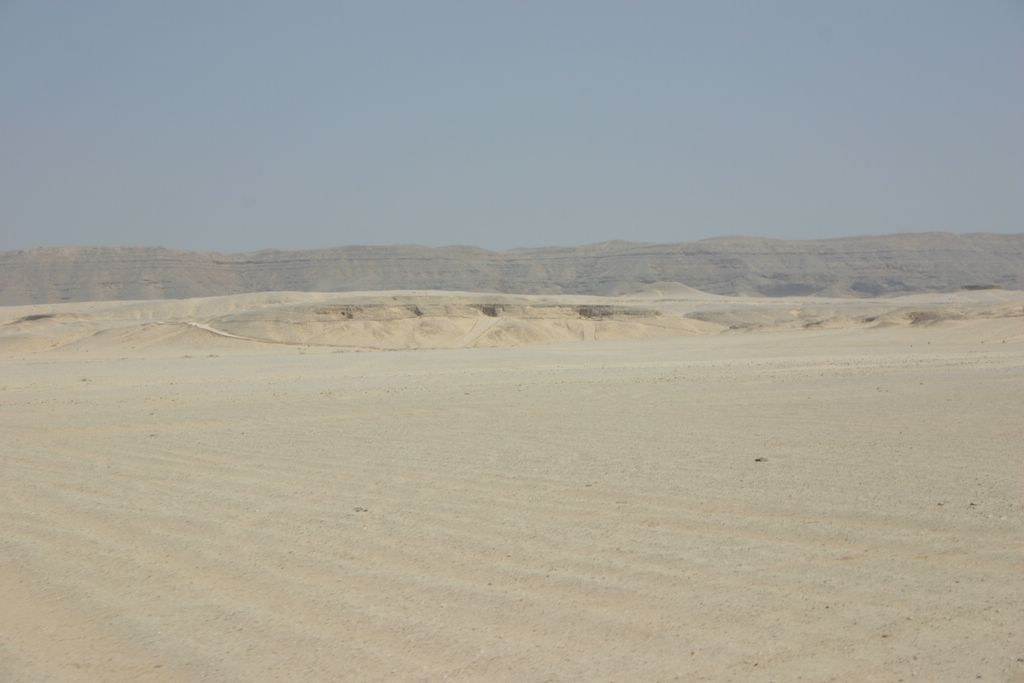
De zuidelijke graven in Amarna

## Externe bron
- (en)  Ancient Egypt - History & Chronology - Akhetaten (Al-Amarna)